# Jonas Savimbi
Jonas Malheiro Savimbi (født 3. august 1934 – 22. februar 2002) var en politiker og guerillaleder i Angola.
I 1966 grundlage Savimbi UNITA for at kæmpe for Angolas uafhængighed fra Portugal. Da Portugal trak sig tilbage i 1974 begyndte den angolanske borgerkrig med UNITAs rival, guerillagruppen MPLA.
Savimbis styrker måtte trække sig tilbage til det sydlige Angola hvor de overlevede tak ved sydafrikansk og amerikansk hjælp. Borgerkrigen fortsatte indtil hans død i 2002.
1. ↑  Navnet er anført på engelsk og stammer fra Wikidata hvor navnet endnu ikke findes på dansk.